# Sphenarches bilineatus
Sphenarches bilineatus là một loài bướm đêm thuộc họ Pterophoridae. Nó được tìm thấy ở Samoa.
Chiều dài cánh trước là 7 mm đối với con đực và 7.2 mm đối với con cái.